# Robyn's Best
Robyn's Best è un album discografico di raccolta della cantante svedese Robyn, pubblicato nel 2004.

## Tracce
1. Do You Know (What it Takes) - 3:43
2. Do You Really Want Me (Show Respect) - 4:04
3. Show Me Love - 3:50
4. Bumpy Ride - 4:12
5. In My Heart - 4:02
6. You've Got That Somethin' - 3:47
7. Don't Want You Back - 4:07
8. Here We Go - 4:47
9. How - 4:42
10. The Last Time - 4:43